# Enallopsammia profunda
Espèce
Statut CITES
Enallopsammia profunda est une espèce de coraux appartenant à la famille des Dendrophylliidae.